# Gəncə
Gəncə vagy magyar átírásokban többnyire Gandzsa  vagy Gandzse  Azerbajdzsán 2. legnagyobb városa az ország északnyugati részén. Lakossága 328 ezer fő volt 2015-ben.
Neve a múltban többször változott: 1804–1918 között Jelizavetpol, 1918–1935 között Gandzsa, 1935–1989 között Kirovábád, 1989 után újra Gandzsa.

## Gazdaság
Mezőgazdasági központ és iparváros. Főbb ágak: élelmiszer-feldolgozás, textilipar, lábbelik készítése, alumíniumipar és vaskohászat, szappan- és porcelángyártás. 

## Ötvösművészet
Azerbajdzsán gazdag ötvösművészettel rendelkezett már az i. e. I. évezredben is, mivel az itt fellelhető legrégebben feltárt ötvösmunkák, ékszerek ebből az időből származnak.
Gandzsa városa Barda, Semaha, Tebriz és Nahicseván mellett még a középkorban is az ország híres ötvösgyártó székhelyei közé tartozott. A fennmaradt leírások szerint még a 18-19. században is sok ötvös tömörült többek között Gandzsában, Tebrizben és Ardabílben is, ahol összefüggő utcasorokat alkottak, vagy egész városrészeket uraltak.
Az ötvösművészetben leggyakrabban növényi motívumokat alkalmaztak a többi muzulmán országhoz hasonlóan, de díszítéseik lassanként átvették a helyi sajátosságokat is.  Virágmotívumaik közül különösen kedvelt volt a rózsa, az írisz, a nárcisz, a liliom és a szegfű, de gyakran előfordult a párosával szembeállított madarak ábrázolása is.

## Népessége
| Lakosok száma | 33 625 | 55 510 | 98 949 | 116 122 | 189 512 | 231 901 | 278 006 | 331 400 |
|               | 1897   | 1926   | 1939   | 1959    | 1970    | 1979    | 1989    | 2015    |

## Turizmus
A városban az azerbajdzsáni és az iszlám építészet szép alkotásai láthatók. Több szép 17. századi mecset és karavánszeráj található itt. Ez utóbbi tulajdonképp fogadó, ahol a karavánok megpihentek. Az óváros kapui középkori eredetű kézműves művészet szép alkotásai. 
A 12. századi perzsa költő, Nizámi itt született, mauzóleuma a közelben van. 
A városban több szép park látható, a Kán kertje Gandzsa egyik fő látnivalója.

## Közlekedés
A várostól 8,5 km-re északnyugatra található a Gandzsa nemzetközi repülőtér.

## Fordítás
- Ez a szócikk részben vagy egészben  a   Ganja, Azerbaijan című angol Wikipédia-szócikk fordításán alapul.  Az eredeti cikk szerkesztőit annak laptörténete sorolja fel. Ez a jelzés csupán a megfogalmazás eredetét és a szerzői jogokat jelzi, nem szolgál a cikkben szereplő információk forrásmegjelöléseként.
- Ez a szócikk részben vagy egészben  a(z)   Гянджа című orosz Wikipédia-szócikk fordításán alapul.  Az eredeti cikk szerkesztőit annak laptörténete sorolja fel. Ez a jelzés csupán a megfogalmazás eredetét és a szerzői jogokat jelzi, nem szolgál a cikkben szereplő információk forrásmegjelöléseként.